# Кльонно (присілок, Ленінградська область)
Кльонно (рос. Клённо) — присілок у Кінгісеппському районі Ленінградської області Російської Федерації.
Населення становить 27 осіб. Належить до муніципального утворення Пустомержське сільське поселення.

## Історія
Згідно із законом від 28 жовтня 2004 року № 81-оз належить до муніципального утворення Пустомержське сільське поселення.

## Населення
| 2007 | 2010 | 2017 |
| ---- | ---- | ---- |
| 3    | ↗34  | ↘27  |